# Conley Entertainment Group
Conley Entertainment Group es una empresa productora estadounidense de contenido audiovisual, siendo series de televisión, películas y programas de televisión su principal producto de realización.

## Historia
Conley Entertainment Group es una productora y distribuidora de largometrajes y contenidos televisivos con sede en Pasadena, California. La empresa es filial de The Conley Company, LLC, con sede en Knoxville (Tennessee), produjo The Basement (2017), un thriller de terror protagonizado por Mischa Barton, Jackson Davis y Cayleb Long. 'The Basement' se estrenó mundialmente en octubre de 2017 en el venerable Festival de Cine Shriekfest de Hollywood, California. 'A New York Christmas', una película hecha para la televisión producida por CEG, protagonizada por Ross McCall, Jamie Ray Newman y Tracie Thoms, se estrenó en la pequeña pantalla en noviembre de 2018.
Brian Michael Conley, nacido el 4 de diciembre de 1969, es el fundador y consejero delegado de Conley Entertainment Group. Además de productor y productor ejecutivo, Conley es un galardonado novelista, guionista y director.

## Proyectos

### Cine
- A Christmas in New York (2016) dirigida por Nathan Ives.
- The Basement (2018) dirigida por Brian M. Conley y Nathan Ives.
- Abut Us (2020) dirigida por Stefan Schwartz.
- A Violent Man (2021) dirigida por Ross McCall.
- Last Night on Earth (2024) dirigida por Marcos Efron.
- Day of the Dead (TBA) dirigida por Brian M. Conley y Nathan Ives.
- Love & Lockdown (TBA) dirigida por Q. Allan Brocka

### Televisión
- Jason Collings Comedy Special: It's Not Me, It's You (2024) dirigido, escrito y protagonizado por Jason Collings.